# Ниниги но Микото
Ниниги (яп. 瓊瓊杵尊 Ниниги но микото) — внук японской богини солнца Аматэрасу, японский бог (ками). Играет важную роль в ключевом мифе о схождении сонма богов с Небес на Землю, предводительствуя упомянутым действием по указанию своей бабушки. Во время нисхождения Ниниги привёл с собой не только множество богов японского пантеона, но и персонажей, затем ставших родоначальниками крупных родов, действовавших в историческое время и чтивших каждый своего «божественного» предка. Сам Ниниги стал по легенде предком императоров Японии (включая, теоретически, современного, однако, после Второй Мировой войны император Хирохито отказался от своей божественности).

## Ниниги и плодородие
В самом имени Ниниги уже присутствует молодой рисовый колос и бога традиционно связывают с ростом и урожаем риса, являвшегося до последних веков основой рациона японцев. Также в честь первого риса и Ниниги во дворце императора проходил ежегодный традиционный праздник.